# 큰주홍부전나비
큰주홍부전나비는 전 유럽과 아시아 전 지역에 널리 분포한다. 5개의 아종이 있다.

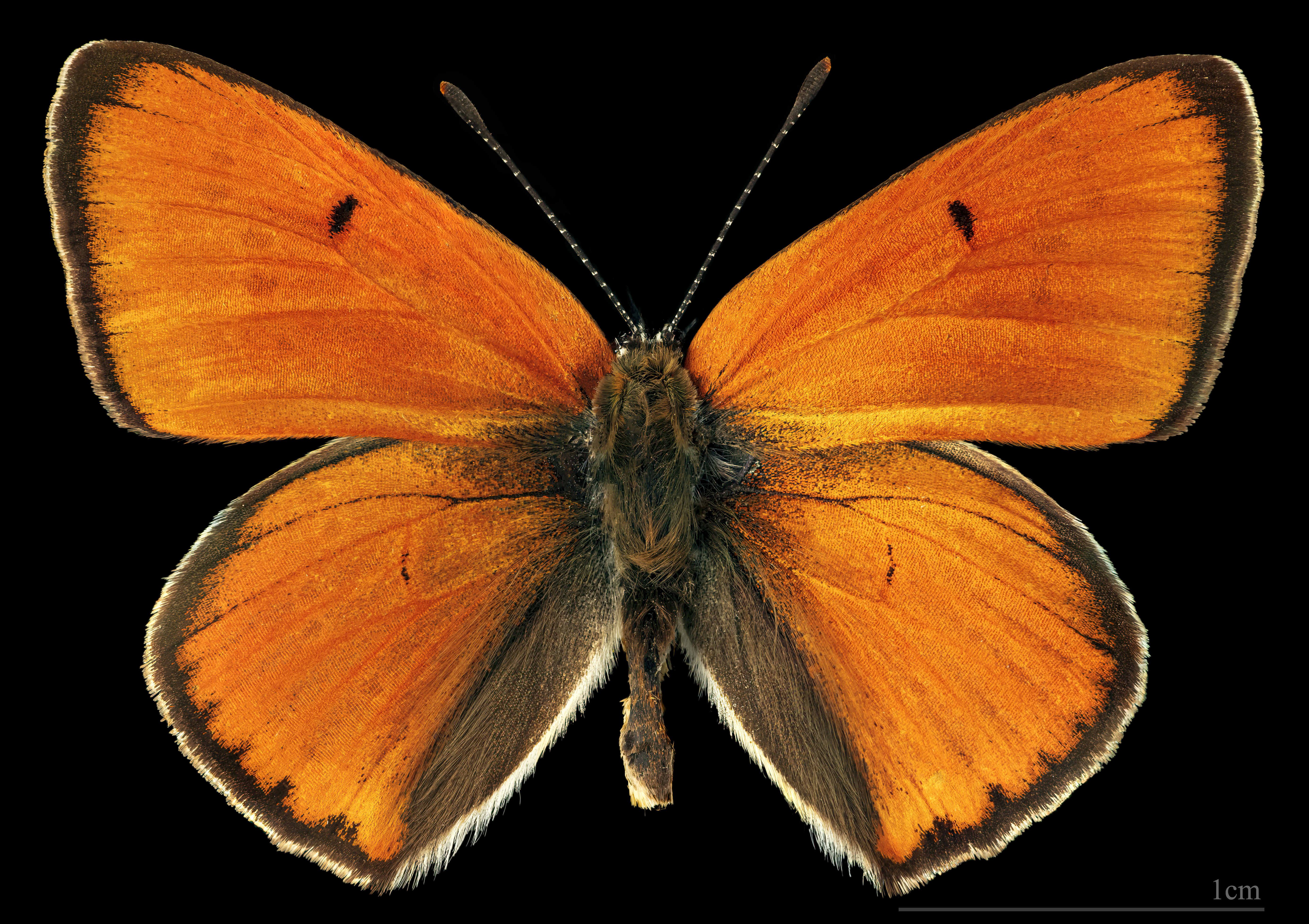
♂
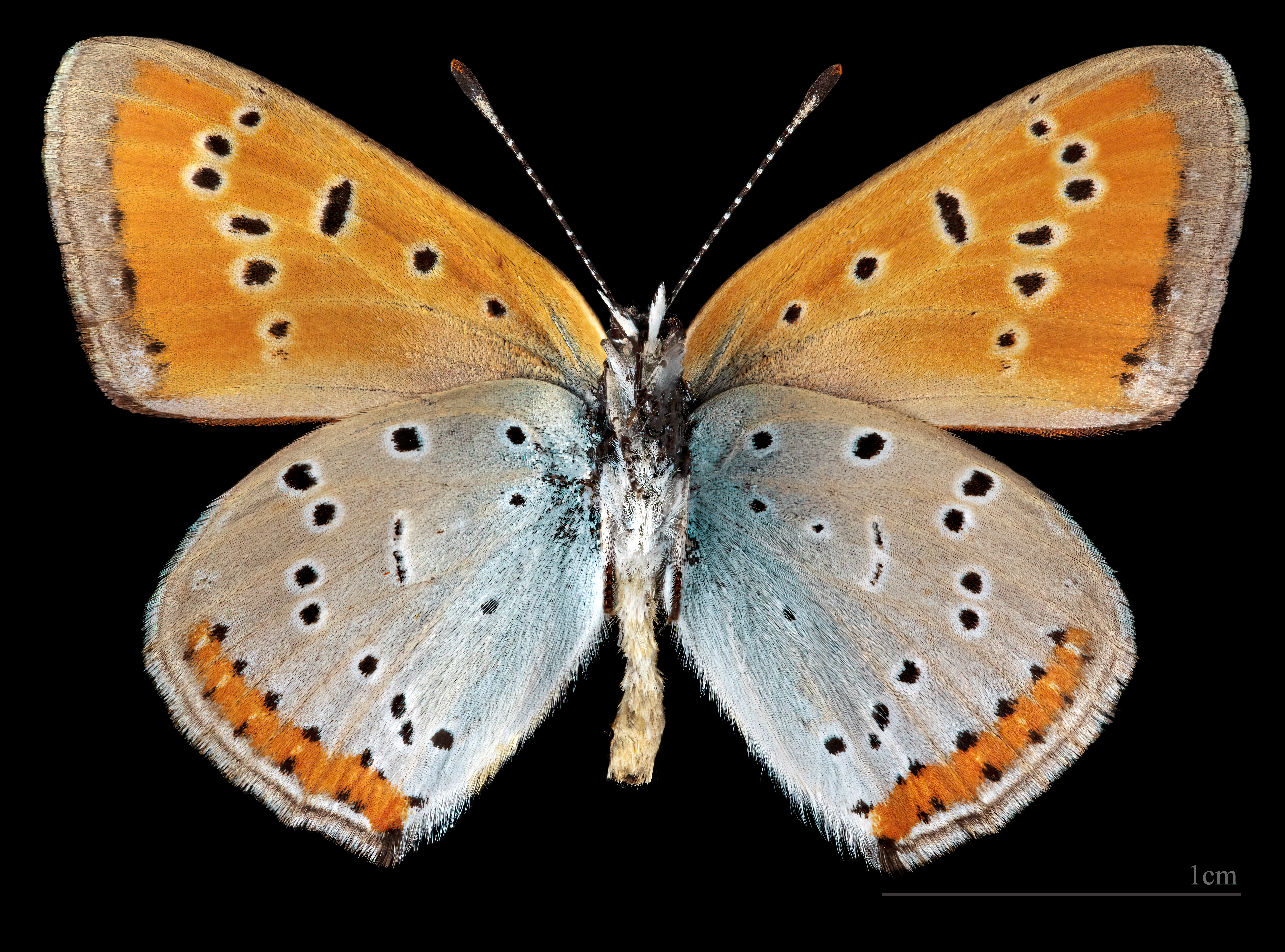
♂ △
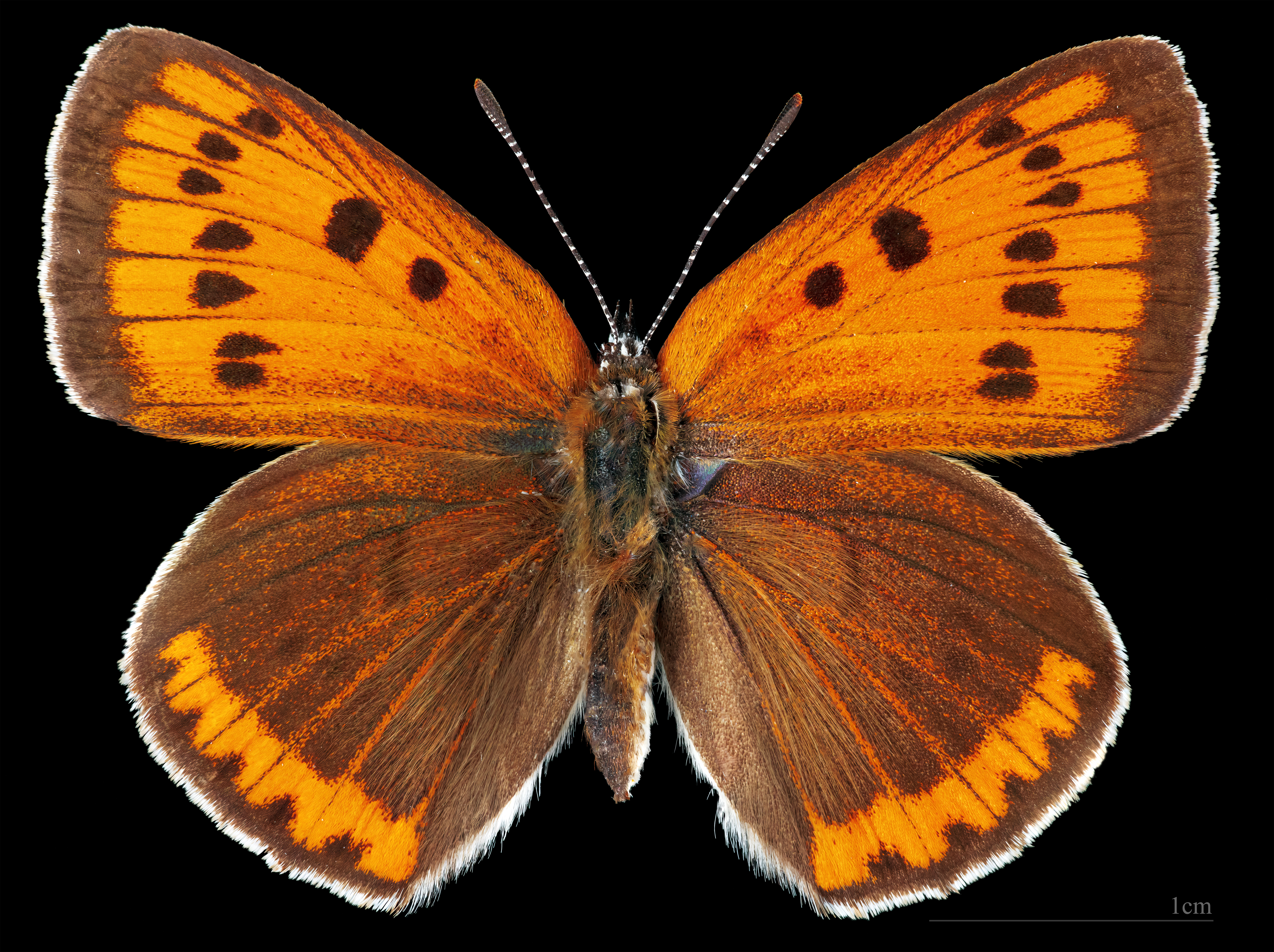
♀
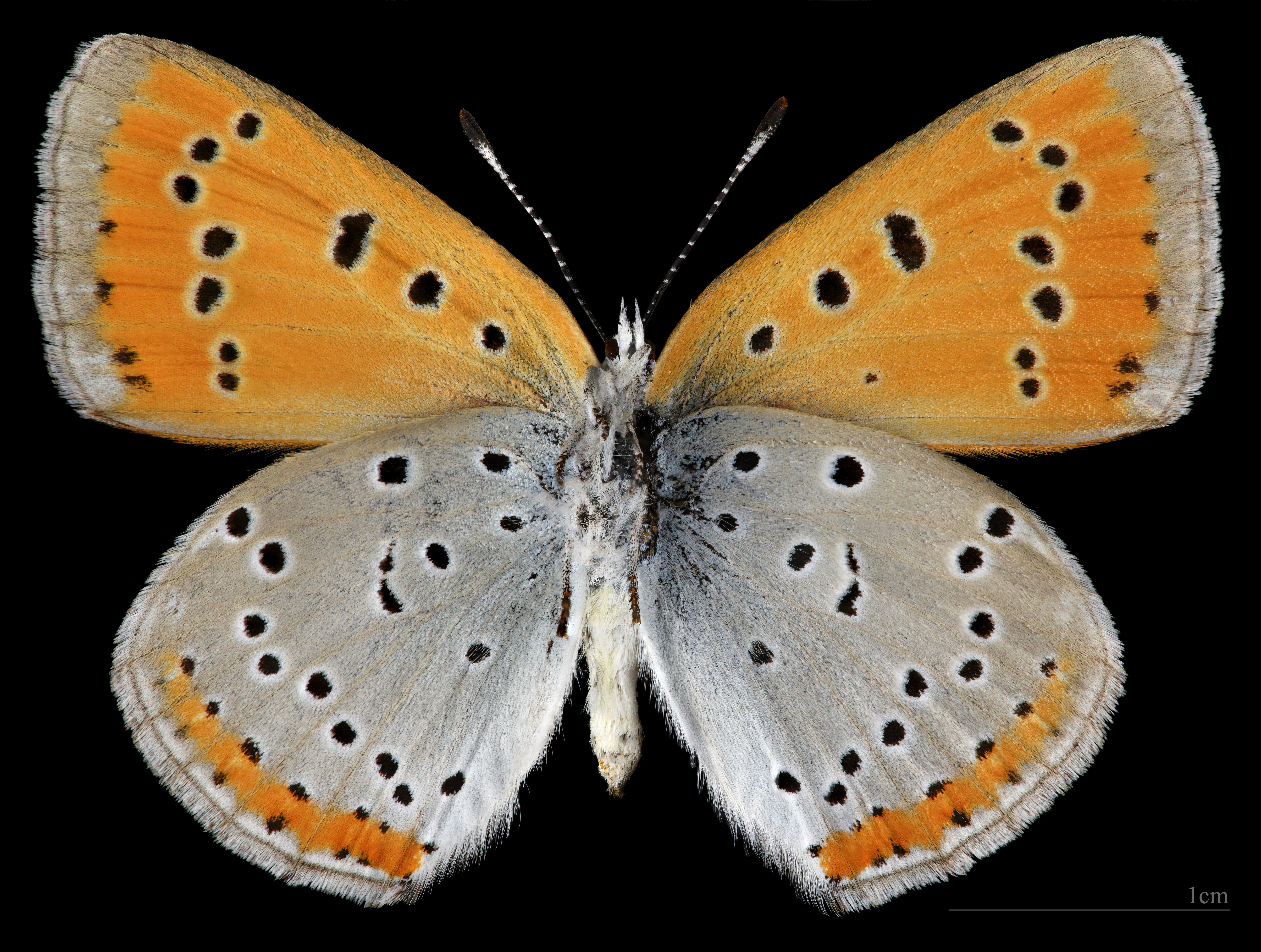
♀ △

</gallery>